# Josef Schmidl
Josef Schmidl (* 3. Dezember 1919 in Steyr; † 12. Juni 2006 ebenda) war ein österreichischer Politiker der Sozialdemokratischen Partei Österreichs. Er war von 1965 bis 1968 Abgeordneter zum österreichischen Nationalrat.
Schmidl besuchte nach der Volksschule die Hauptschule und absolvierte im Anschluss die Berufsschule. Beruflich war er in der Folge als Maschinenschlosser tätig. Schmidl engagierte sich zwischen 1955 und 1965 als Abgeordneter im Oberösterreichischen Landtag und war danach vom 21. Mai 1965 bis zum 8. Oktober 1968 Abgeordneter zum Nationalrat. Danach war er zwischen 1979 und 1985 erneut Landtagsabgeordneter in Oberösterreich. Er war zudem ab 1957 Obmann des Zentralbetriebsrates der Steyr-Daimler-Puch AG und ab 1968 Vorsitzender des Österreichischen Gewerkschaftsbundes in der Landesexekutive Oberösterreich. Des Weiteren wirkte er von 1968 bis 1979 als Präsident der Kammer für Arbeiter und Angestellte für Oberösterreich.